# Deurne

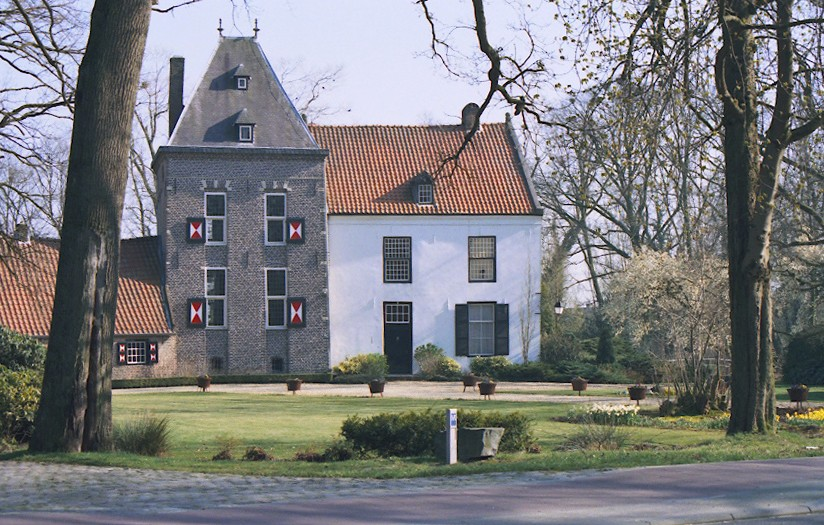
Klein kasteel Deurne <<Det lilla slottet>>

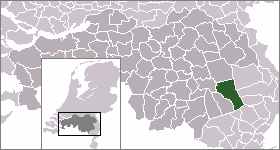
Lägeskarta

Deurne är en kommun i provinsen Noord-Brabant i Nederländerna. Kommunens totala area är 118,37 km² (där 1,27 km² är vatten) och invånarantalet är 31 734 invånare (februari 2012).